# Федеріко де Ронсалі
Дон Федеріко де Ронсалі-і-Черуті, 1-й граф Алькой (ісп. Federico Roncali Ceruti; 1809 — 3 квітня 1857) — іспанський військовик і політик, генерал-капітан Куби (1848-1850), міністр закордонних справ та голова Ради міністрів Іспанії у 1852—1853 роках.